# Intento de suicidio
Un intento de suicidio, parasuicidio, intento autolítico o tentativa suicida es el acto destinado a terminar con la propia vida, pero en el que el sujeto sobrevive, por la razón que sea.
Según la Organización Mundial de la Salud, el parasuicidio es la alerta más inequívoca de que alguien va a suicidarse.

## Estadísticas
Según la Organización Panamericana de la Salud, alrededor de 800.000 personas mueren por suicidio cada año y por cada uno, hay muchas más personas que lo intentan. En los Estados Unidos su Instituto Nacional de Salud Mental estima que un suicida tiene 11 intentos antes de finalmente morir y la Asociación Americana de Suicidología informa números más altos, afirmando que hay 25 intentos por cada finalización del suicidio.
La proporción de intentos de suicidio a muerte es de aproximadamente 25:1 en los jóvenes, en comparación con aproximadamente 4:1 en los ancianos. En una revisión estadounidense de 2008, se encontró que la autolesión no fatal es más común en las mujeres y un estudio separado de 2009 encontró que los pensamientos suicidas eran más altos entre las mujeres, así como diferencias significativas entre los géneros para la planificación del suicidio y los intentos de suicidio.
Los intentos de suicidio son más comunes entre los adolescentes de los países en desarrollo que entre los desarrollados. Una prevalencia de 12 meses de intento de suicidio en los países en desarrollo entre 2003 y 2015 se informó como 17%.

## Métodos
Algunos métodos de suicidio tienen tasas más altas de letalidad que otros. El uso de armas de fuego resulta en la muerte el 90% de las veces, el corte de muñeca tiene una tasa de letalidad mucho menor y la sobredosis de drogas solo un 3%; el 75% de todos los intentos se frustra porque el medicamento no es letal o se usa en una dosis no letal.
Un intento de suicidio no fatal es el predictor clínico más fuerte conocido de suicidio eventual. El riesgo de suicidio entre los pacientes autolesionados es cientos de veces mayor que en la población general. A menudo se estima que alrededor del 10 al 15 % de las personas que intentan suicidarse finalmente mueren por suicidio.
El riesgo de mortalidad es más alto durante los primeros meses y años después del intento: casi el 1 % de las personas que intentan suicidarse morirán por suicidio si el intento se repite dentro de un año. La evidencia analítica reciente sugiere que la asociación entre el intento de suicidio y la muerte suicida, puede no ser tan fuerte como se pensaba antes.

## Consecuencias
Los intentos de suicidio pueden resultar en lesiones graves y permanentes o discapacidades. 700.000 estadounidenses sobreviven a un intento de suicidio cada año.
Las personas que intentan colgarse o intoxicarse con monóxido de carbono y sobreviven, pueden enfrentar daño cerebral permanente debido a la anoxia cerebral. Las personas que toman una sobredosis de drogas y sobreviven pueden enfrentar daños graves en los órganos (por ejemplo, insuficiencia hepática). Las personas que saltan desde una altura y sobreviven, pueden enfrentar daños irreversibles en múltiples órganos, así como en la columna vertebral y el cerebro.
Si bien la mayoría sufre lesiones que les permiten ser dados de alta después del tratamiento en la sala de emergencias, una minoría significativa deben ser hospitalizadas y su estancia hospitalaria media es de 79 días. Se calcula que el 17% de estas personas quedan permanentemente discapacitadas o restringidas en su capacidad de trabajo.

## Criminalización
Históricamente en la iglesia cristiana, las personas que intentaron suicidarse fueron excomulgadas debido a la naturaleza religiosamente polarizadora del tema.
Aunque anteriormente era punible penalmente, ya no es así en la mayoría de los países occidentales. A finales del siglo XIX en el Reino Unido, el intento de suicidio se consideraba equivalente a un intento de asesinato y podía ser castigado con la horca.
En los Estados Unidos el suicidio no es ilegal. Pero Maryland todavía se reserva el derecho de procesar a las personas, bajo las leyes comunes inglesas que estaban en vigor antes de la Declaración de Independencia americana y estas se utilizaron para condenar a un hombre por intento de suicidio en 2018; lo que resultó en una sentencia suspendida de tres años y dos años de libertad condicional supervisada.

### Oriente
Sigue siendo un delito en la mayoría de los países islámicos. En India el intento de suicidio fue despenalizado por la Ley de Salud Mental en 2017. Singapur lo eliminó de su código penal en 2020; anteriormente había sido castigado con hasta un año de prisión.
Muchos otros países todavía procesan los intentos de suicidio. A partir de 2012 es un delito en Uganda y desde 2013 en Ghana.